# Декомпрессия (дайвинг)

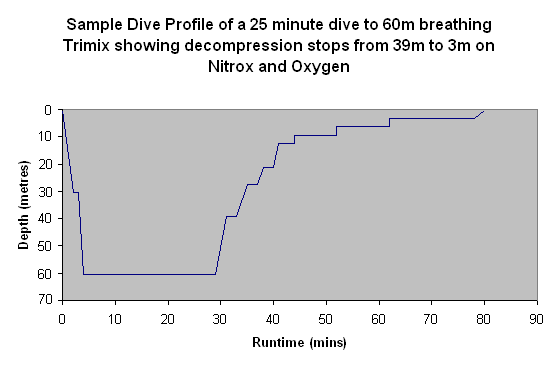
Образец профиля погружения длительностью 25 минут на глубине 60 метров с использованием тримикса. Показаны декомпрессионные остановки с 39 до 3 метров на нитроксе и кислороде.

Декомпре́ссия — это набор процедур, призванных обеспечить подъём аквалангиста или водолаза с глубины без риска для здоровья.
Декомпрессия заключается в остановках на определённых глубинах на определённое время, на протяжении которого азот, гелий или другие газы, накопленные в тканях тела, естественным путём выходят через лёгкие. Количество, глубина и время остановок рассчитываются по декомпрессионным таблицам или с использованием специализированного компьютера (декомпрессиометра). Подъём на поверхность без соблюдения декомпрессионных остановок может привести к декомпрессионной (кессонной) болезни и смерти.